# Francesc Baixauli i Mena
Francesc Baixauli i Mena (Silla, 1963) és un polític valencià, alcalde del seu poble natal (1991-1999 i 2007-2011) pel Partit Socialista del País Valencià (PSPV), partit en què va militar fins al 2012.
És regidor a l'Ajuntament de Silla des del 1983 i fou secretari general de l'agrupació local del PSPV entre 1988 i 1993. Ha estat diputat provincial i president de la Junta Rectora del Parc Natural de l'Albufera de València entre 1989 i 1999, ja que professionalment ha estat pescador al llac. Des del 2000 ha format part de l'executiva del PSPV i fins al 2012 va ser membre del comité nacional.
Francesc Baixauli també ha escrit quatre novel·les: L'ombra del tamariu (1999), Dama Girarda (2006), El viatge de Batuta (2010) i El llibre del tarquim (2014).